# オニダルマオコゼ
オニダルマオコゼ（鬼達磨鰧、鬼達磨虎魚、学名：Synanceia verrucosa）は、カサゴ目フサカサゴ科（あるいはオニオコゼ科）に属する魚類の一種。背鰭の棘条から強力な毒液を分泌するため、非常に危険な魚類として知られている。

## 特徴

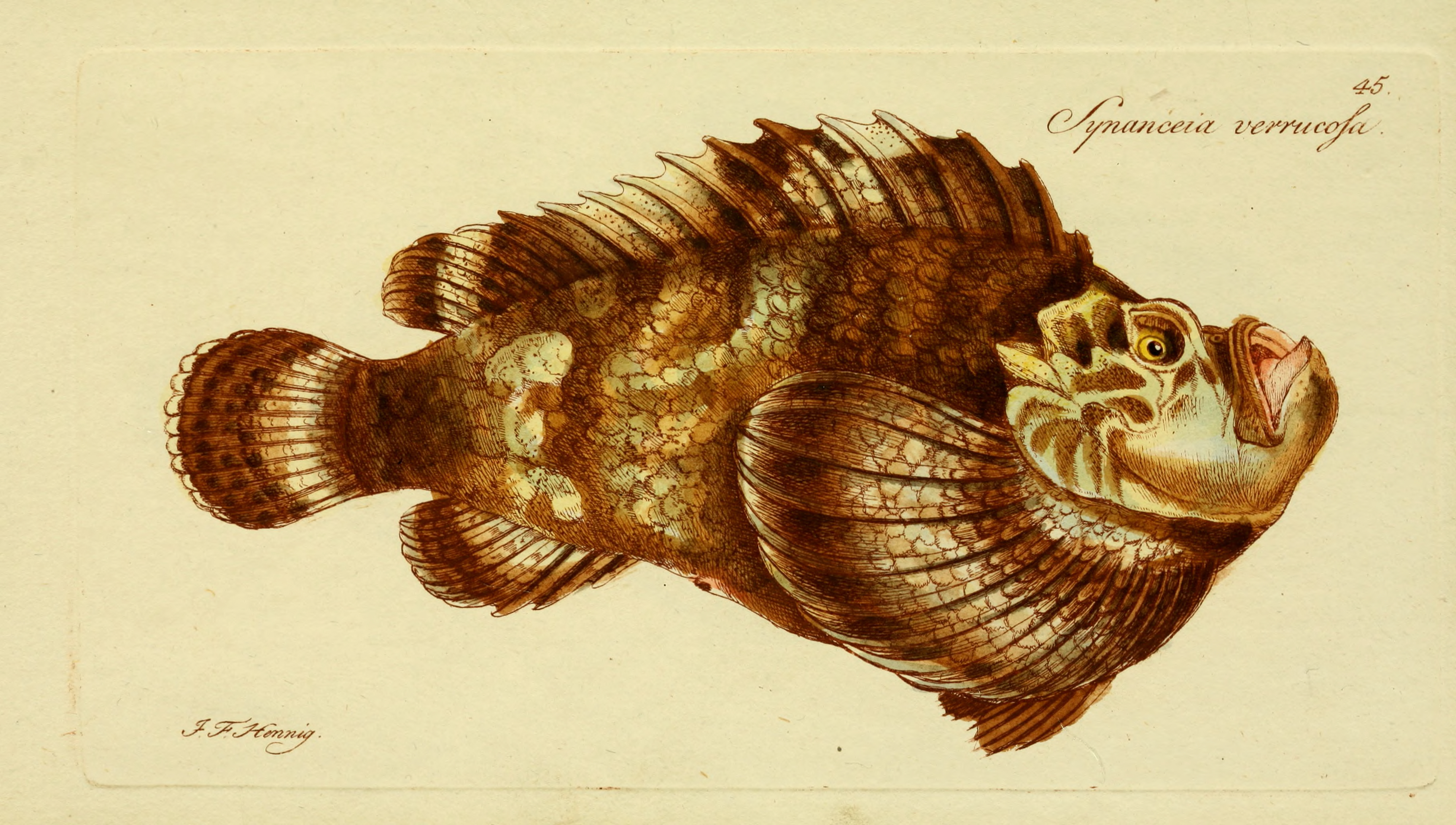
大きな頭部と扇のように大きな胸鰭が特徴。口と眼は上向きについている

オニダルマオコゼはインド洋・太平洋西部の熱帯域に分布し、サンゴ礁など浅い海に生息する。日本近海では小笠原諸島・奄美大島・沖縄周辺に分布している。
体長は40 cm程度で、全身がコブ状の突起やくぼみに覆われ、岩に擬態する。他のオコゼ類と同様に肉食性で、小魚や甲殻類を捕食する。浮き袋を欠く底生魚であり、海底で動かずじっと獲物を待っている姿が観察される。
背鰭の棘条は毒腺と連続し、非常に強力な神経毒であるストナストキシンを分泌する。オニオコゼ亜科の仲間はすべて背鰭に毒腺をもつが、本種はとりわけ毒性が強く、発熱や呼吸困難、痙攣を起こして、刺された人を死に至らしめることもある。
浅い海に住み、もともと形や色が岩によく似ている上、体の大部分を砂の中に埋めているなど見付けづらい状態でいることが多い。棘は非常に硬く鋭いため、ゴム製のビーチサンダルやマリンブーツでは踏み抜く可能性がある。そのため、生息地で海水浴やシュノーケリング、スクーバダイビングを行う際には細心の注意が必要である。
本種は積極的に人間を襲うことはないものの、岩や砂に紛れて存在するため、存在に気がつかずに誤って踏んでしまうケースが多い。
非常に危険な魚ではあるが肉には毒が無く、毒針を切り落として調理すれば高級料理の食材としても有名であり、上品な味わいの白身で、刺身や唐揚げ、吸い物などの料理が美味とされる。
背鰭・臀鰭を構成する棘条と軟条の数は一定していないが、通常はそれぞれ13棘6軟条・3棘5軟条である。胸鰭は18軟条であることが多く、腹鰭は1棘5軟条。